# Jacobs Well
Jacobs Well – wieś w Anglii, w hrabstwie Surrey, w dystrykcie Guildford. Leży 39 km na południowy zachód od centrum Londynu. Miejscowość liczy 1171 mieszkańców.